# Stylocheiron armatum
Stylocheiron armatum is een krillsoort uit de familie van de Euphausiidae. De wetenschappelijke naam van de soort is voor het eerst geldig gepubliceerd in 1917 door Colosi.